# Paroligia hastata
Paroligia hastata là một loài bướm đêm trong họ Noctuidae.